# Barbara Nardi
Barbara Nardi, pseudonimo di Adelaide Barbara Ambrosioni (Milano, 4 dicembre 1917 – Caderzone Terme, 18 maggio 2011), è stata un'attrice italiana.

## Biografia
Nel 1938, a 21 anni, vince la prima edizione del concorso Signorina grandi firme, e diviene una delle ragazze copertina della rivista Le Grandi Firme.
Modella per Gino Boccasile avrà una carriera variegata: dal cinema, alla pittura, al giornalismo fino alla redazione di una sua rivista, Estro, sulla moda.
Fra i suoi ruoli più importanti come attrice protagonista, quello nel film Troppo tardi t'ho conosciuta del regista Emanuele Caracciolo.
Fu definita "Le più belle gambe degli anni 30" da Oreste Del Buono.
Nel 1939 partecipò al concorso 5000 lire per un sorriso e arrivò seconda aggiudicandosi il premio GIVIEMME.
Dotata di una voce particolare, fece anche la doppiatrice per la Metro-Goldwyn-Mayer.

## Filmografia
- Papà per una notte, regia di Mario Bonnard (1939)
- Troppo tardi t'ho conosciuta, regia di Emanuele Caracciolo (1939)
- Rosmunda e Alboino, regia di Carlo Campogalliani (1961)
- Una regina per Cesare, regia di Piero Pierotti e Viktor Turžanskij (1962)